# Micrasema mencilis
Micrasema mencilis är en nattsländeart som beskrevs av Füsun Sipahiler 1995. Micrasema mencilis ingår i släktet Micrasema och familjen bäcknattsländor. Inga underarter finns listade i Catalogue of Life.